# Kaiserreich Nikaia
Das Kaiserreich Nikaia oder Kaiserreich Nikäa war das größte der drei byzantinischen Exilreiche nach der Eroberung Konstantinopels 1204 und Gründung des Lateinischen Kaiserreiches im Vierten Kreuzzug. Es existierte bis zur Wiedereroberung Konstantinopels und Verlegung der Hauptstadt von Nikaia (heute İznik) dorthin 1261.

## Gründung

Kaiserreich Nikaia (grau), Lateinisches Kaiserreich (rot), Kaiserreich Trapezunt (purpur) und Despotat Epirus (dunkelgrün). Die Grenzen sind unklar.

Im Jahr 1204 floh der byzantinische Kaiser Alexios V. aus Konstantinopel, nachdem die Kreuzritter in die Stadt eingedrungen waren. Der Schwiegersohn von Alexios III., Theodor I., wurde zum Kaiser gekrönt. Er floh nach Nikaia in Bithynien, als er erkannte, dass die Lage in Konstantinopel aussichtslos war.
Das von den Kreuzrittern gegründete Lateinische Kaiserreich hatte eine nur unzureichende Kontrolle über die ehemals byzantinischen Gebiete, vielerorts war sie nicht existent. Daher konnten sich rasch byzantinische Nachfolgestaaten etablieren: das Despotat Epirus, das Kaiserreich Trapezunt sowie Nikaia. Nikaia war aufgrund seiner Nähe zu Konstantinopel in der günstigsten Ausgangsposition zur Wiederherstellung des Byzantinischen Reiches. Theodor I. Laskaris erlitt zunächst Rückschläge, so 1204 bei Poimanenon und Prusa (heute Bursa). Dennoch setzte er sich in großen Teilen Nordwestanatoliens fest, begünstigt durch die Kämpfe zwischen dem Lateinischen Kaiserreich und Bulgarien. 1208 ließ sich Theodor I. zum Kaiser von Nikaia krönen. Er schlug 1211 die Seldschuken bei Antiochia in Pisidien, als sie Alexios III. als Vorwand präsentierten, um sich nach Westen auszudehnen. Außerdem entriss er dem Kaiser von Trapezunt die Schwarzmeerküste Bithyniens.
Viele Bündnisse und Friedensverträge zwischen Bulgarien, Nikaia, den Seldschuken und den Lateinern wurden in den nächsten Jahren geschlossen und gebrochen. Theodor I. untermauerte seinen Anspruch auf das Diadem Konstantins des Großen, indem er einen neuen Patriarchen von Konstantinopel in Nikaia einsetzte.  1219 heiratete er eine Tochter der lateinischen Kaiserin Jolante von Flandern. Als er 1222 starb, hinterließ er seinem Nachfolger und Schwiegersohn Johannes III. einen kleinen, aber lebensfähigen Staat.

## Expansion
1224 wurde das Königreich Thessaloniki vom Despoten von Epiros erobert und kam nach der Schlacht von Klokotniza 1230 zusammen mit dem Despotat von Epiros unter bulgarische Oberhoheit. Da Trapezunt zu entlegen und zu schwach war, verblieb Nikaia als einziger ernstzunehmender byzantinischer Nachfolgestaat. Johannes III. konnte daher seinen Herrschaftsbereich in die Ägäis und nach Thrakien ausdehnen. 1235 verbündete er sich mit dem bulgarischen Zaren Iwan Assen II. Beiden gelang es jedoch nicht, Konstantinopel zurückzuerobern.
1242 fielen die Mongolen in Kleinasien ein und machten nach der Schlacht vom Köse Dağ den Sultan der Seldschuken Kai Chosrau II. tributpflichtig. Johannes III. befürchtete zwar, dass die Mongolen anschließend auch ihn angreifen würden, doch geschah dies nicht. Im Gegenteil stellte der mongolische Sieg das Ende der seldschukischen Bedrohung dar, was aber nach 1261 zu einer Vernachlässigung der Ostgrenze führte und fatale Folgen für Byzanz haben sollte. 1245 verbündete sich Johannes III. mit dem Heiligen Römischen Reich durch Hochzeit mit Konstanze Anna, einer Tochter Friedrichs II. Bis 1248 hatte Johannes III. auch die Bulgaren besiegt und Thessaloniki eingenommen. Damit hatte er bis zu seinem Tod 1254 wesentliche Voraussetzungen für die Wiedereroberung von Konstantinopel geschaffen.
Sein Sohn Theodor II. wehrte bulgarische Angriffe in Thrakien ab und zwang den Despoten von Epiros, Kastoria und Dyrrhachion abzutreten. Außerdem verleibte er 1258 Laodikeia in Kleinasien seinem Reich ein. Kurz bevor Theodor II. im gleichen Jahr starb, verbündete sich Epiros jedoch mit Manfred von Sizilien. Sein minderjähriger Sohn Johannes IV. Laskaris folgte ihm nach, jedoch unter der Vormundschaft des als 1259 als Mitkaiser gekrönten Michael VIII. Palaiologos. Michael VIII. besiegte 1259 Manfred von Sizilien und den Despoten von Epiros in der Schlacht von Pelagonien.

## Rückeroberung Konstantinopels

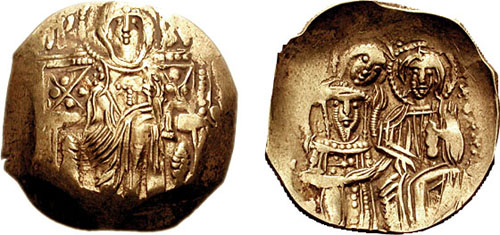
Eine von Michael VIII. herausgebrachte Münze anlässlich der Befreiung Konstantinopels und der Wiederherstellung des Byzantinischen Reiches

1260 ging Michael zum Angriff auf Konstantinopel über, wozu seine Vorgänger nicht in der Lage waren. Er verbündete sich mit Genua, während sein Feldherr Alexios Strategopoulos Monate damit verbrachte, Konstantinopel zu beobachten. Im Juli 1261 war das Heer der Lateiner nicht in der Stadt. Alexios war zudem in der Lage, die Wachen zum Öffnen der Stadttore zu bewegen. Erst einmal in die Stadt gelangt, legte er im venezianischen Viertel Feuer (da Venedig den Vierten Kreuzzug nach Konstantinopel gelenkt hatte und zudem noch ein Feind des mit Nikaia verbündeten Genua war). Michael wurde wenige Wochen später als Kaiser gekrönt und gilt damit als Wiederhersteller des Byzantinischen Reiches. Mistra wurde bald zurückerobert, aber Trapezunt und Epiros blieben unabhängige byzantinische Staaten. Das wiederhergestellte Reich sah sich auch einer Bedrohung durch das Osmanische Reich gegenüber, welches an die Stelle der besiegten Seldschuken trat. Obwohl Konstantinopel zurückgewonnen war, blieb das wiederhergestellte Reich ein Schatten seiner einstigen Macht und konnte nicht mehr an seine alte Stellung als Großmacht anknüpfen. Zu schwerwiegend waren die Schäden, welche die Kreuzfahrer angerichtet hatten. Konstantinopel war völlig ausgeplündert worden und konnte das Reich nicht wie früher mit ausreichenden Finanzmitteln versorgen, dazu kam die Zersplitterung in mehrere Staaten und das Erstarken lokaler Feudalherren. Auf diese Weise war Byzanz nur noch eine Macht unter vielen auf dem Balkan.

## Kaiser von Nikaia
- Theodor I. (1204–1222)
- Johannes III. (1222–1254)
- Theodor II. (1254–1258)
- Johannes IV. (1258–1261)
- Michael VIII. (Mitkaiser 1259–1261)